# Talaromyces varians
Talarómyces várians (лат.) — вид несовершенных грибов (телеоморфная стадия неизвестна), относящийся к роду Таларомицес (Talaromyces). Ранее включался в состав рода Пеницилл (Penicillium) как Penicillium varians — пеници́лл меня́ющийся.

## Описание
Колонии на CYA на 7-е сутки 2—2,5 см в диаметре, несколько радиально-бороздчатые, с белым мицелием, шерстистые, с довольно обильным спороношением в серо-зелёных тонах. Реверс колоний в центре тёмно-зелёный до тускло-зелёного, ближе к краю бледно-оранжевый. Растворимый пигмент не выделяется.
При 37 °C колонии на 7-е сутки 2,5—3 см.
На агаре с солодовым экстрактом (MEA) колонии с белым мицелием, шерстистые. Спороношение обычно довольно обильное, серо-зелёное. Реверс тёмно-зелёный в центре, бледно-оранжевый до бледно-жёлтого ближе к краю.
На агаре с дрожжевым экстрактом и сахарозой (YES) колонии с белым мицелием, шерстистые, довольно обильно спороносящие в зелёных тонах. Экссудат отсутствует. Растворимый пигмент не выделяется, реверс колоний тускло-зелёный в центре, бледно-оранжевый до бледно-жёлтого ближе к краю.
Конидиеносцы — двухъярусные и одноярусные кисточки с гладкостенной ножкой 35—65 мкм длиной и 1,5—3 мкм толщиной, пигментированной. Метулы в конечной мутовке по 2—4, расходящиеся, 9—12 мкм длиной. Фиалиды игловидные, по 3—5 в пучке, узкие и длинные, 10—16,5 × 1,5—2,5 мкм. Конидии эллипсоидальные до цилиндрических, 2,5—4 × 1,5—2 мкм.

### Отличия от близких видов
Характерный признак — отчётливо пигментированная гладкостенная ножка конидиеносца. Хорошо растёт при 30 и 37 °C. Talaromyces funiculosus отличается пучковатой структурой колоний и непигментированными конидиеносцами.

## Экология
Преимущественно почвенный гриб, выделяющийся редко. Описан с хлопковых материалов.

## Таксономия
Talaromyces varians (G.Sm.) Samson, Yilmaz, Frisvad & Seifert, Stud. Mycol. 70: 177 (2011). — Penicillium varians G.Sm., Trans. Brit. Myc. Soc. 18 (1): 89 (1933).